# Wasserburg Reipoltskirchen

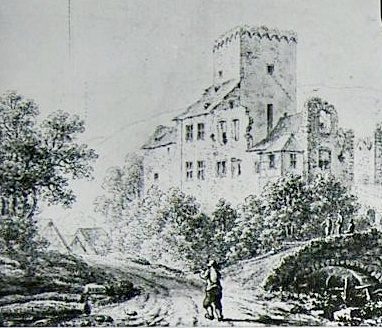
Peter Gayer, Burg Reipoltskirchen um 1830 (zweitälteste bekannte Darstellung)

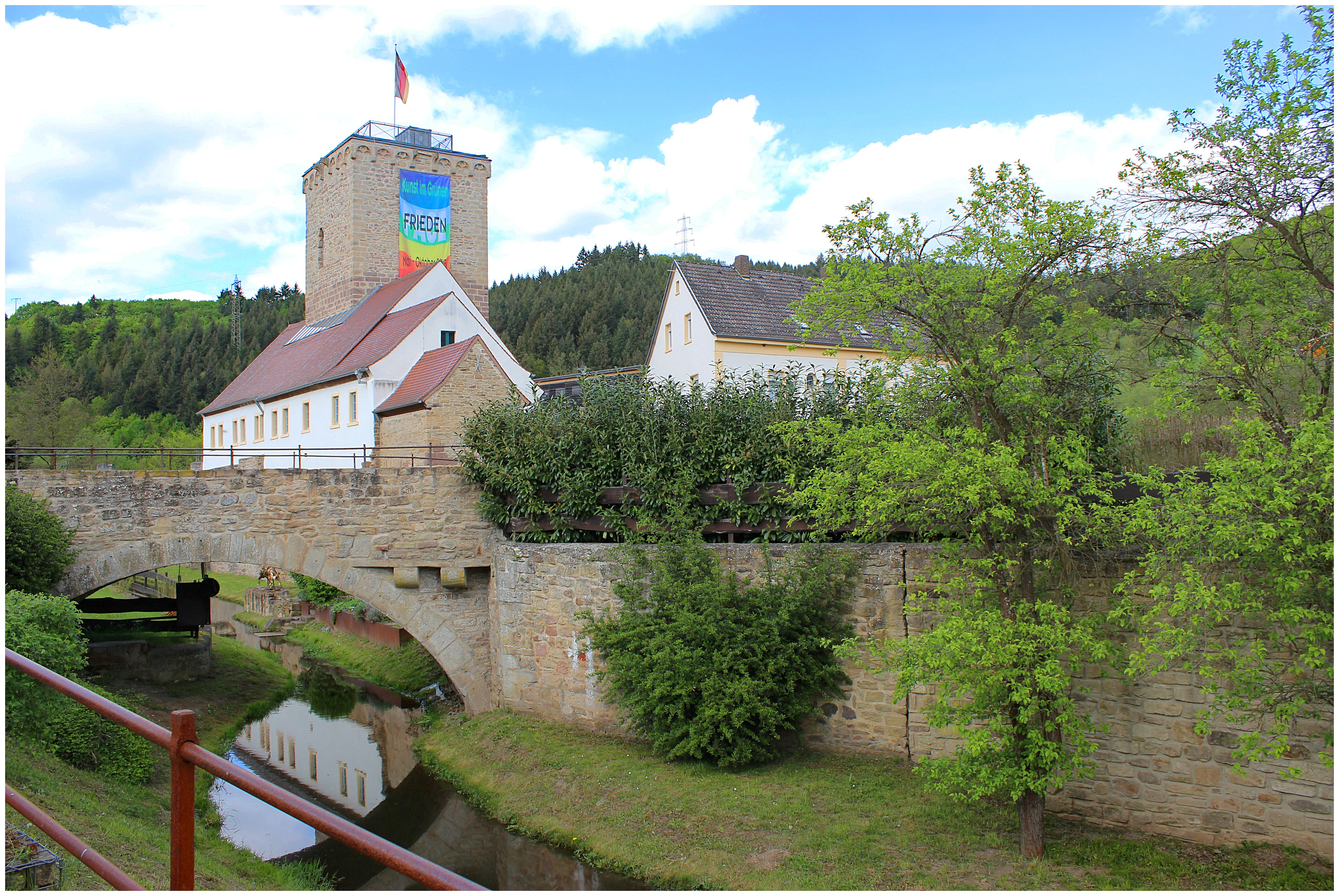
Wasserburg Reipoltskirchen mit Burggraben

Die Wasserburg Reipoltskirchen ist eine Wasserburg in der Ortsgemeinde Reipoltskirchen im Landkreis Kusel in Rheinland-Pfalz. Sie gilt als die besterhaltene Wasserburg der Pfalz.
Die Burg befindet sich im Ort bei 208 m ü. NHN auf einem künstlichen, um einen Felssporn aufgeschütteten Hügel am Odenbach.

## Geschichte
Bereits um 1190 wird Meffried von Reipoltskirchen als bolandischer Lehnsmann genannt, somit könnte die Burg schon in dieser Zeit bestanden haben. Die erste Erwähnung der Burg Reipoltskirchen findet sich in einer Urkunde von 1276, als Philipp und Dietrich von Hohenfels ihre Burgen abteilten und die Burg in Dietrichs Besitz kam. Die von Hohenfels waren eine Seitenlinie der Herren von Bolanden, die sich später in einem erneuten Hohenfelser Seitenzweig auch „Herren von Reipoltskirchen“ nannten. Als im Jahr 1351 die Stammburg derer von Hohenfels zerstört wurde, suchten die Hohenfelser aus der älteren Linie womöglich vorübergehend Zuflucht bei ihrem Vetter Konrad in der Wasserburg Reipoltskirchen. Der letzte Hohenfelser aus der älteren Linie verkaufte wegen Armut und „notturfft lipplicher narung“ den Rest seines verbliebenen Erbteils und musste seinen Lebensabend in einem zur Neuenbaumburg gehörenden Haus in der Nähe seiner raugräflich-bolandischen Verwandtschaft verbringen.
Nikolaus, Vogt und Herr von Hunolstein, nutzte 1401 die in Besitz (Wittum) seiner Ehefrau Ida von Erbach befindliche Burg als Stützpunkt während einer kriegerischen Auseinandersetzung mit Herzog Karl von Lothringen. Der Herzog belagerte die Burg („Sloss Ripoltzkirchen“) und nahm diese ein. Nikolaus und sein Stiefsohn Eberhard von Hohenfels, Herr zu Reipoltskirchen, schlossen am 27. März 1401 einen Sühnevertrag mit Herzog Karl von Lothringen. Ein Viertel der Burg und Herrschaft musste an Lothringen abgetreten werden. Der Vogt von Hunolstein und seine Nachfolger wurden als Verwalter des lothringischen Viertel-Anteils eingesetzt.
Zu Beginn des 16. Jahrhunderts wurde die Burg wahrscheinlich durch die Brüder Johann (Mitstreiter Franz von Sickingens) und Wolfgang von Hohenfels-Reipoltskirchen feuerwaffentauglich ausgebaut. Johann II., dem bisher dieser Ausbau zugeschrieben wurde, war zu dieser Zeit noch im Kindesalter und kann erst von 1538 bis 1570 nachgewiesen werden.
Die von Hohenfels starben mit Johann III. (Enkel von Johann II.) 1602 aus. Infolge einer Testamentsverfügung aus dem Jahre 1603, durch Gräfin Amalia, die Mutter des letzten Hohenfelsers, gelangte die Anlage nach ihrem Tod 1608 an ihre beiden Brüder Emich u. Sebastian, Grafen von Daun-Falkenstein. Diese verstarben jedoch ohne erbberechtigte Nachkommen (Leibeserben), deshalb kamen Burg und Herrschaft durch Gräfin Amalias nachwirkende Verfügung im weiteren Erbgang 1628 an ihre beiden Neffen, Söhne ihrer Schwester Sidonia, die schwedischen Grafen Johann-Casimir u. Sten (Steino) von Löwenhaupt-Rasburg, Vettern (Großcousins) des Schwedenkönigs Gustav II. Adolf aus dem Hause Wasa. Stens Hälfte von der Burganlage und der Herrschaft kam durch Heirat und auf dem Erbweg an die Grafen von Manderscheid-Kail. 1730 konnte Reichsgraf Franz Wilhelm Kaspar von Hillesheim diesen Hälfteanteil erwerben. Die andere Herrschaftshälfte von Johann-Casimir blieb bis 1763 im Familienbesitz der Grafen von Löwenhaupt-Rasburg und kam anschließend durch Verkauf an Reichsgraf Philipp Andreas von Ellrodt.
1770 / 1773 folgte ein Versuch den Ellrodt`schen Herrschaftsanteil an Pfalz-Zweibrücken zu verkaufen, der allerdings wegen nicht beachteter Vorkaufsrechte scheiterte.
1777 / 1778 wurde der Besitz unter Graf Wilhelm Ernst Gottfried von Hillesheim und Fürstin Karoline von Isenburg, einer Tochter des Pfälzer Kurfürsten Karl Theodor im Kondominat verwaltet. 1797 enteignete man den Besitz im Rahmen der französischen Okkupation. Das Burggelände mit seinen Gebäuden ersteigerten am 30. November 1808 der Maire von Lauterecken, Karl Baumann, der Händler Heinrich Puricelli und der Bauer Johann Bacher. Kurze Zeit später, 1836, werden die Bauten als ruinös bezeichnet, weil sie zum Teil auch als Steinbruch genutzt wurden. Um 1830 hat der Speyerer Kreisarchivar Peter Gayer (1793–1836) den damaligen Zustand in einer Sepiazeichnung festgehalten, das zweitälteste bekannte Bild der Burg.  Die älteste Darstellung stammt von dem Freiherrn Stephan von Stengel. Es handelt sich dabei um eine Radierung, die er mit „à ReipoldsKirchen“ betitelte und mit französisiertem Namen „p. Et. de Stengel 1772“ signierte. Die Burg wird in einem ruinösen Zustand, wohl von Norden gesehen, dargestellt. Möglicherweise könnten auch Ansichten aus verschiedenen Blickwinkeln in Stengels Radierung vereint sein.
Den größten Teil der Kernanlage erwarb 1988 der Landkreis Kusel. Mit umfassenden Sanierungsmaßnahmen wurde sie 2005 renoviert. Heute befindet sich in ihr ein Restaurant, ein Standesamt und eine Malschule. Der Bergfried ist frei zugänglich und kann als Aussichtsturm bestiegen werden. Von der mittig aufgesetzten stählernen Aussichtsplattform bietet sich ein guter Blick auf Reipoltskirchen und Umgebung.

## Herrschaft Reipoltskirchen
Die Burg Reipoltskirchen war Sitz der gleichnamigen reichsunmittelbaren Herrschaft. Im Jahre 1608 kamen Burg und Herrschaft für zwei Jahrzehnte in den Besitz der Grafen von Falkenstein. Diese blieben ohne Nachkommen und in der Folge stellten sich wechselnde Besitzverhältnisse ein, insbesondere im 17. und 18. Jahrhundert bis zum Ende der Feudalzeit.
Die Herrschaft bestand zuletzt aus folgenden 15 Ortschaften:
Reipoltskirchen, Berzweiler, Dörnbach, Finkenbach, Gersweiler, Hefersweiler, Morbach, Niederkirchen, Nußbach, Rathskirchen, Reichsthal, Relsberg, Rudolphskirchen, Schönborn und Seelen.
In Morbach wird auch der Soziolekt Rotwelsch gesprochen.

## Anlage
Der trutzige ca. 17 m hohe Wehrturm, die ringsum verlaufenden Wehrmauern der Hauptburg und die wohl mehrfach baulich veränderte Bogenbrücke prägen das Erscheinungsbild der alten Anlage.

## Weblinks

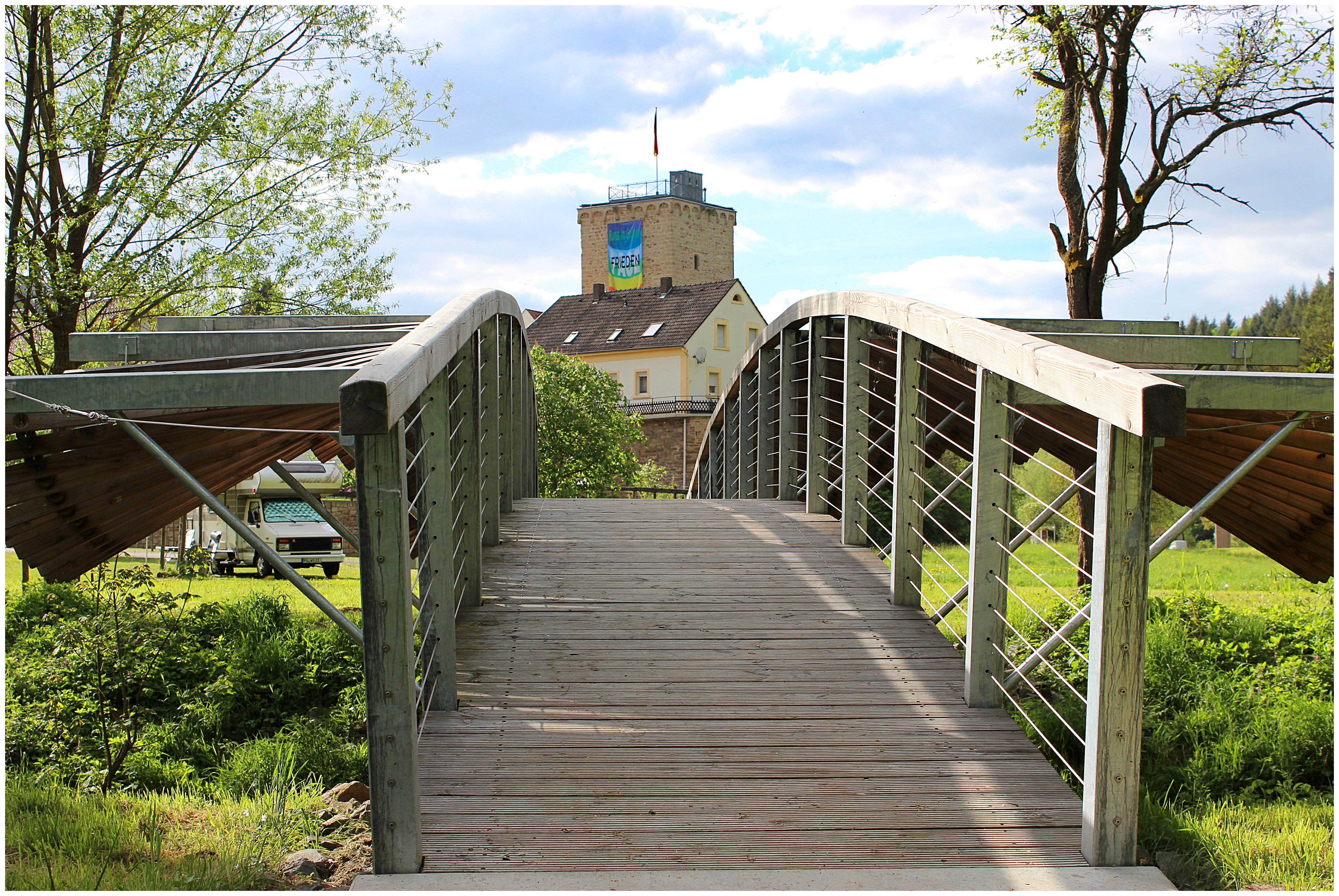
Brücke über den Odenbach, dahinter die Wasserburg